# Phyllonorycter telinella
Phyllonorycter telinella är en fjärilsart som beskrevs av Lastuvka 2006. Phyllonorycter telinella ingår i släktet guldmalar, och familjen styltmalar.
Artens utbredningsområde är Spanien. Inga underarter finns listade i Catalogue of Life.